# Towarzystwo Rolnicze Hrubieszowskie

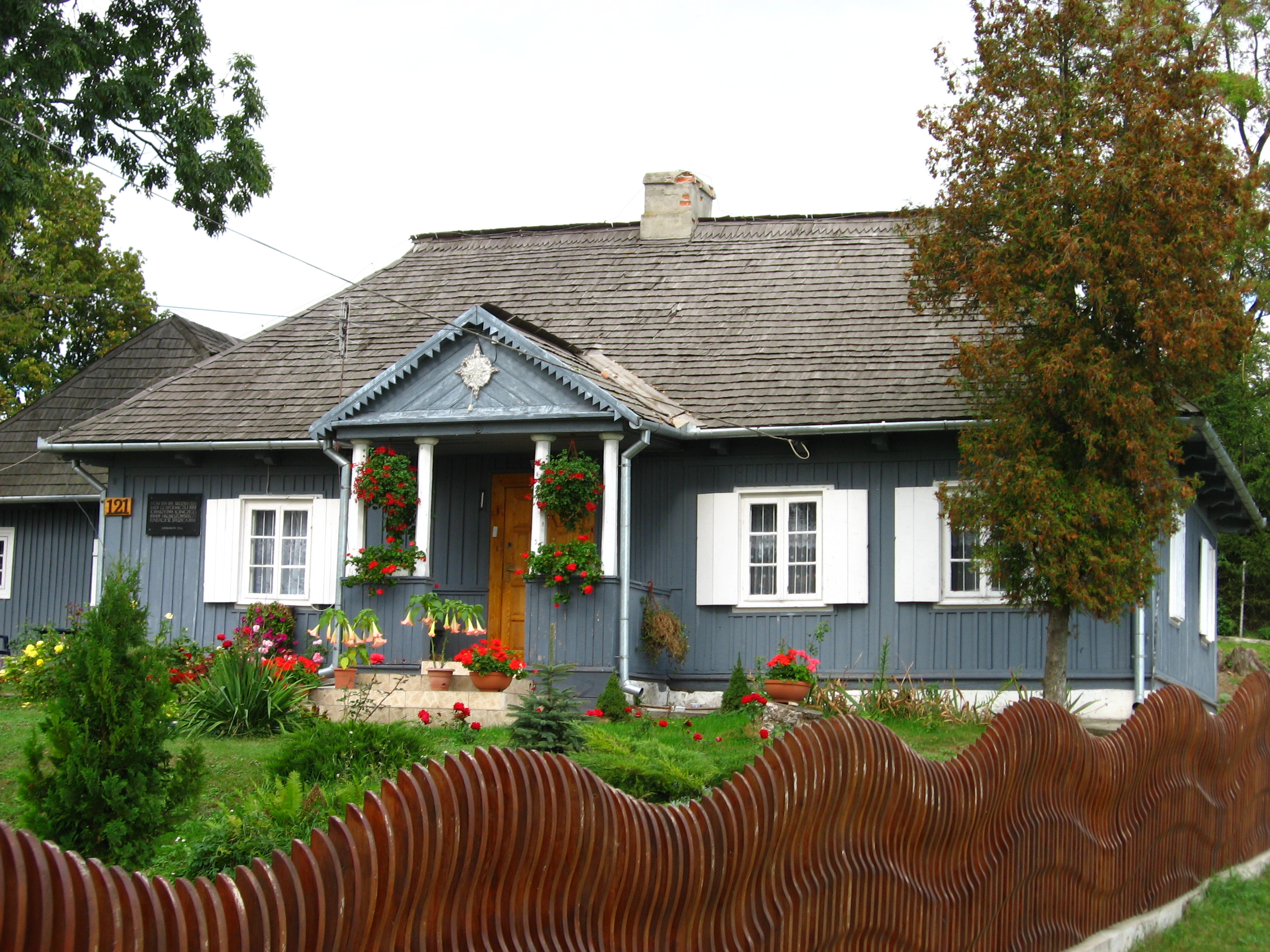

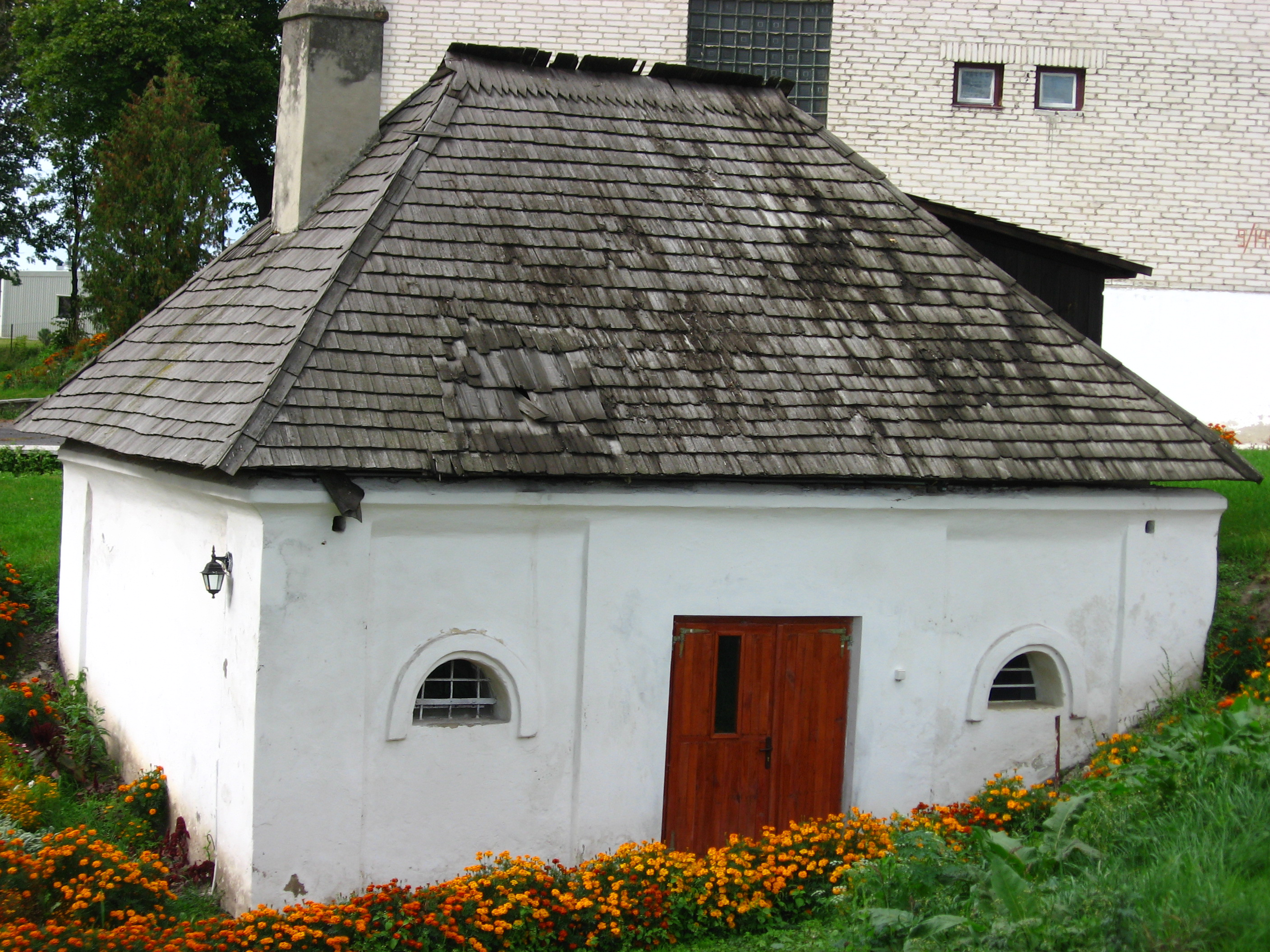

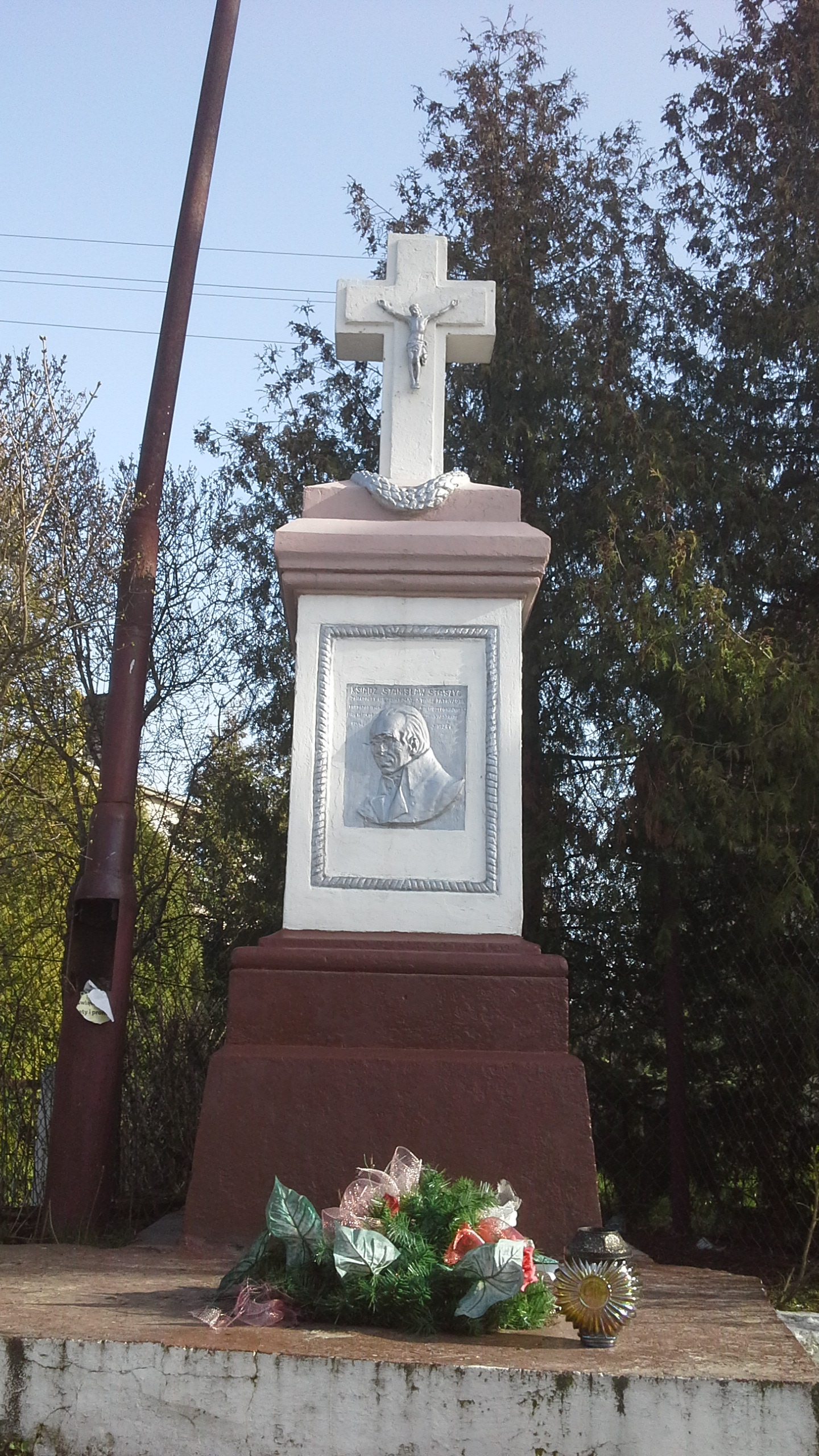
Upamiętniający Towarzystwo pomnik Stanisława Staszica w Dziekanowie

Towarzystwo Rolnicze Hrubieszowskie (inaczej Rolnicze Towarzystwo Wspólnego Ratowania się w Nieszczęściach) – fundacja o charakterze spółdzielczym założona w 1816 roku przez Stanisława Staszica na ziemiach powiatu hrubieszowskiego.
Obejmowało ono swym zasięgiem 9 wsi – Białoskóry, Brodzicę, Busieniec, Czerniczyn, Drohiczany, Dziekanów (stolica), Jarosławiec, Putnowice Górne i Szpikołosy, a także przedmieścia Hrubieszowa – Pobereżany, Podzamcze i Wójtostwo. Tereny te miały powierzchnię 6000 ha (ok. 12 000 morgów), a zamieszkiwało je 4000 mieszkańców (kontrakt o założeniu Towarzystwa podpisało 329 gospodarzy).
Na czele TRH stał dziedziczny prezes (pełniący jednocześnie funkcję wójta), jego zastępcą był burmistrz Hrubieszowa oraz obieralna Rada Gospodarcza (licząca 6 członków wybieranych przez delegatów z każdej wsi). Do prowadzenia gospodarstw osadził Staszic administratorów. Na mocy ustawy Towarzystwa, zamieszkali na jego terenie chłopi zwolnieni zostali z pańszczyzny i otrzymali prawo dziedzicznej własności osad i ziemi, z tym, że wielkość gospodarstw nie mogła przekroczyć 100 morgów. Wszyscy członkowie wspólnoty byli nadto zobowiązani do niesienia pomocy dotkniętym przez klęski żywiołowe współtowarzyszom, w wysokości stosownej do powierzchni użytkowej gospodarstwa.
W 1822 r. akt Towarzystwa podpisał car Aleksander I Romanow, a rząd rosyjski zatwierdził ponownie w roku 1882. Od początku istnienia fundacji, aż do 1885 r. stanowiska prezesów piastowała dziedzicznie rodzina Grotthusów (kolejno Józef, Krzysztof, Edward i Gustaw), jednak intrygi wewnątrz Rady Towarzystwa położyły temu kres, a na czele Towarzystwa postawiono komisarza rządowego, równocześnie zmieniając jego statut. W 1828 r. Towarzystwo miało aż 500 zakładów tkackich, a w 1856 r. Hrubieszów był większy od Zamościa.
Własnością TRH były 3 młyny – w Dziekanowie, Busieńcu i Pobereżanach (parowy), 2 stawy – w Dziekanowie i Busieńcu, tartak, cegielnia, kuźnia, folusze, browar, wytwórnia wódek i innych trunków w Hrubieszowie oraz karczmy w siedmiu wsiach. Przedsiębiorstwa te były wydzierżawiane na drodze licytacji. Z zysków dzierżawczych mieszkańcy zostali zobowiązani do prowadzenia szkół, kształcenia zdolniejszej młodzieży na poziomie wyższym niż podstawowy, prowadzenia szpitala, opieki nad sierotami i starcami. Zorganizowano też własną instytucję ubezpieczenia mienia i budynków, a także opracowano odrębne przepisy budowlane. Towarzystwo miało również swój bank pożyczkowy, udzielając kredytów m.in. na budowę murowanych domów.
Pomimo nasilenia rusyfikacji, wcielenia unitów do Kościoła prawosławnego oraz wykorzystywania Towarzystwa przez rosyjskich urzędników przetrwało ono okres zaborów. W dawnym kształcie odbudowano je w okresie międzywojennym, nadając charakter spółdzielni rolniczej.
Organizacja przestała istnieć w 1945 roku, a formalnie zlikwidował ją w roku 1951 dekret Bolesława Bieruta.
Do dzisiejszych czasów zachowały się m.in. drewniany budynek tzw. zarządcówka, murowana kuźnia oraz grobowiec pierwszego prezesa TRH (Dziekanów), a także dawny zajazd, murowany spichlerz i budynek leśnictwa TRH (Jarosławiec).